# Jacobus Barnaart

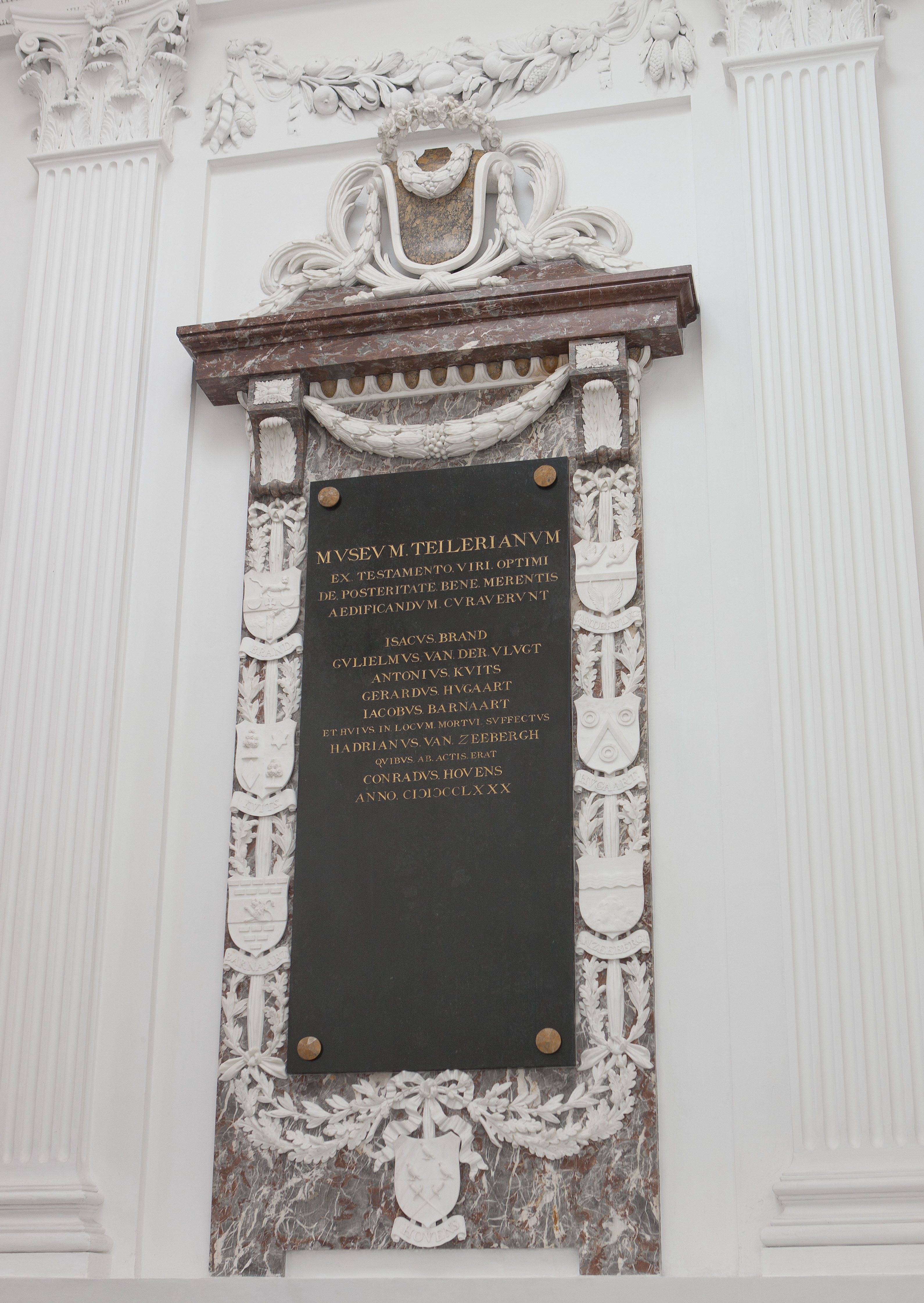
El nom Barnaart al monument en record als primers directors del Museu Teyler, a l'escala que condueix a la Sala Ovalada

Jacobus Barnaart (Haarlem, 6 d'octubre de 1726 – 2 de novembre de 1780) fou un comerciant neerlandès i un dels cinc primers directors del Fundació Teyler (en neerlandès, Teylers Stichting).
Jacobus Barnaart, fill de Jacobus Barnaart i Margaretha van Elten, nasqué al si d'una família baptista relativament rica. El seu pare era comerciant, fabricant de roba de seda i regent de l'orfenat baptista local; es podia permetre enviar el seu fill a l'Escola llatina (1738) i a l'Acadèmia (1744). Seguint els passos del seu pare, el fill Barnaart també es convertí en comerciant, però també va mostrar un interès en les mesures astronòmiques. El 1756 se'l nomenà futur director de la Fundació Teyler, fundada després de la mort de Pieter Teyler van der Hulst. Després de fundar la Fundació Teyler es convertí un dels cinc directors responsables del Museu Teyler i les societats que sorgiren.
Interessat en l'astronomia, Barnaart insistí també a establir un observatori astronòmic sobre la Sala Ovalada del Museu Teyler, tot i que personalitats com Martinus van Marum van expressar que no seria un lloc pràctic degut a les vibracions i a les mesures inexactes que produiria. Finalment, es va construir l'Observatori Astronòmic Teyler sobre la Sala Ovalada, tot i que amb un espai més reduït del que inicialment s'havia planejat.
S'han conservat els diaris de Barnaart, els quals descriuen les seves vivències des dels 11 anys i algunes de les seves observacions astronòmiques.